# غارذاباير
قالب:Infobox Icelandic municipality
غارذاباير (بالإنجليزية: Garðabær)‏ هي مدينة وmunicipality of Iceland تقع في آيسلندا في Capital Region.[بحاجة لمصدر] يقدر عدد سكانها بـ 14,180 نسمة .

## المدن التوأمة
مدن أسكر، Jakobstad، بلدية إسلوف، توشهافن وBirkerød هي مدن توأمة لـغارذاباير.